# Sint-Maartensheide
De Sint-Maartensheide is een landbouwgebied ten oosten van Beek. Het bevindt zich tussen de Luysen (ten noorden) en 't Hasselt (ten zuiden).
Het gebied behoort tot de Vlakte van Bocholt. Op de hogere zandgronden groeiden vroeger heide en kleine eikenbossen. Langs de Nieuwbeek en de Soerbeek was ook drassig grasland te vinden. Verder zijn er cirkelvormige depressies aanwezig, die vroeger gevuld waren met regenwater. Geologisch onderzoek in de grootste depressies – twee exemplaren met een diameter van 140 meter – identificeerde deze laagten als windkuilen; ze zijn gevormd doordat de wind vrij spel had en plaatselijk het dekzand verplaatste.
In navolging van het koninklijk besluit ter ontginning van woeste gronden (1847) werd de heide bebost met grove den, bestemd voor de productie van mijnhout. Natte zones werden opgehoogd tot rabatten, zodat ze geschikt waren voor eikenbossen. Bij de intensivering van de landbouw maakten de dennenbossen plaats voor bemest weiland (eerste helft van de 20e eeuw). Op de perceelsgrenzen bleven wel bomen staan; hieruit ontwikkelden zich houtwallen met eik en berk.
De houtwallen bieden broedgelegenheid aan vogels zoals de geelgors en de grauwe klauwier. Om te vermijden dat ze gerooid worden, heeft Natuurpunt overeenkomsten gesloten met de aanpalende landbouwers. Hierdoor worden de houtwallen beheerd en onderhouden door Natuurpunt. Bovendien moet het open landschap onveranderd blijven, voor de grutto en de wulp die hun nesten maken in laag gras. Het beheersgebied behoort tot Sint-Maartensheide – de Luysen, een deelgebied van het Grenspark Kempen~Broek.

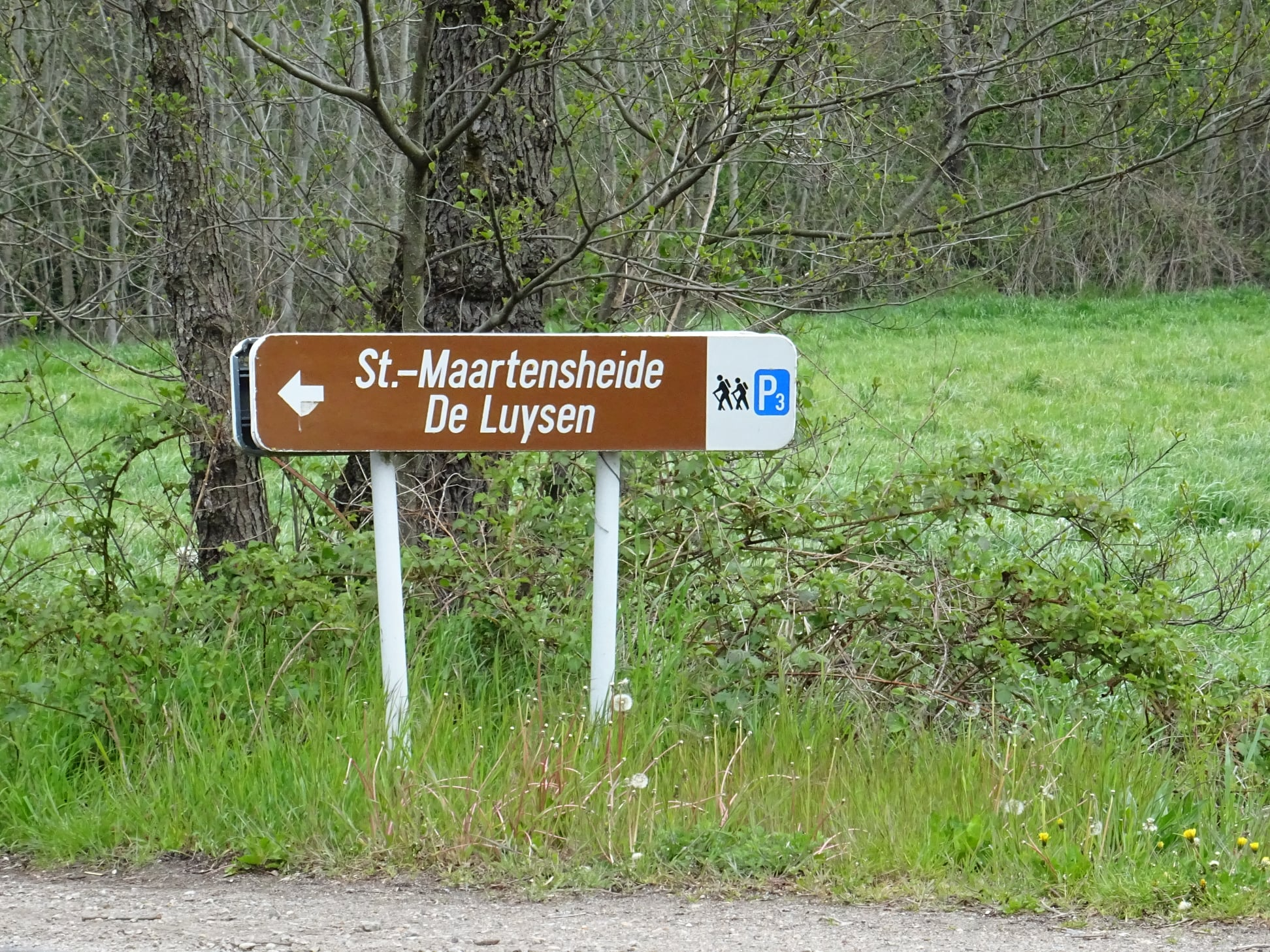
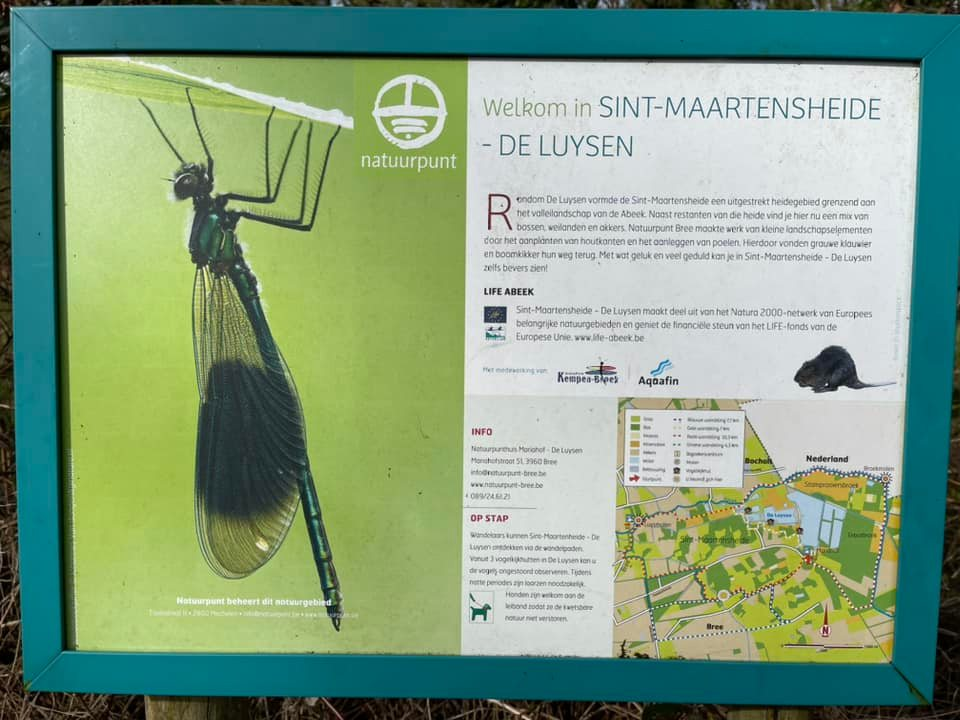
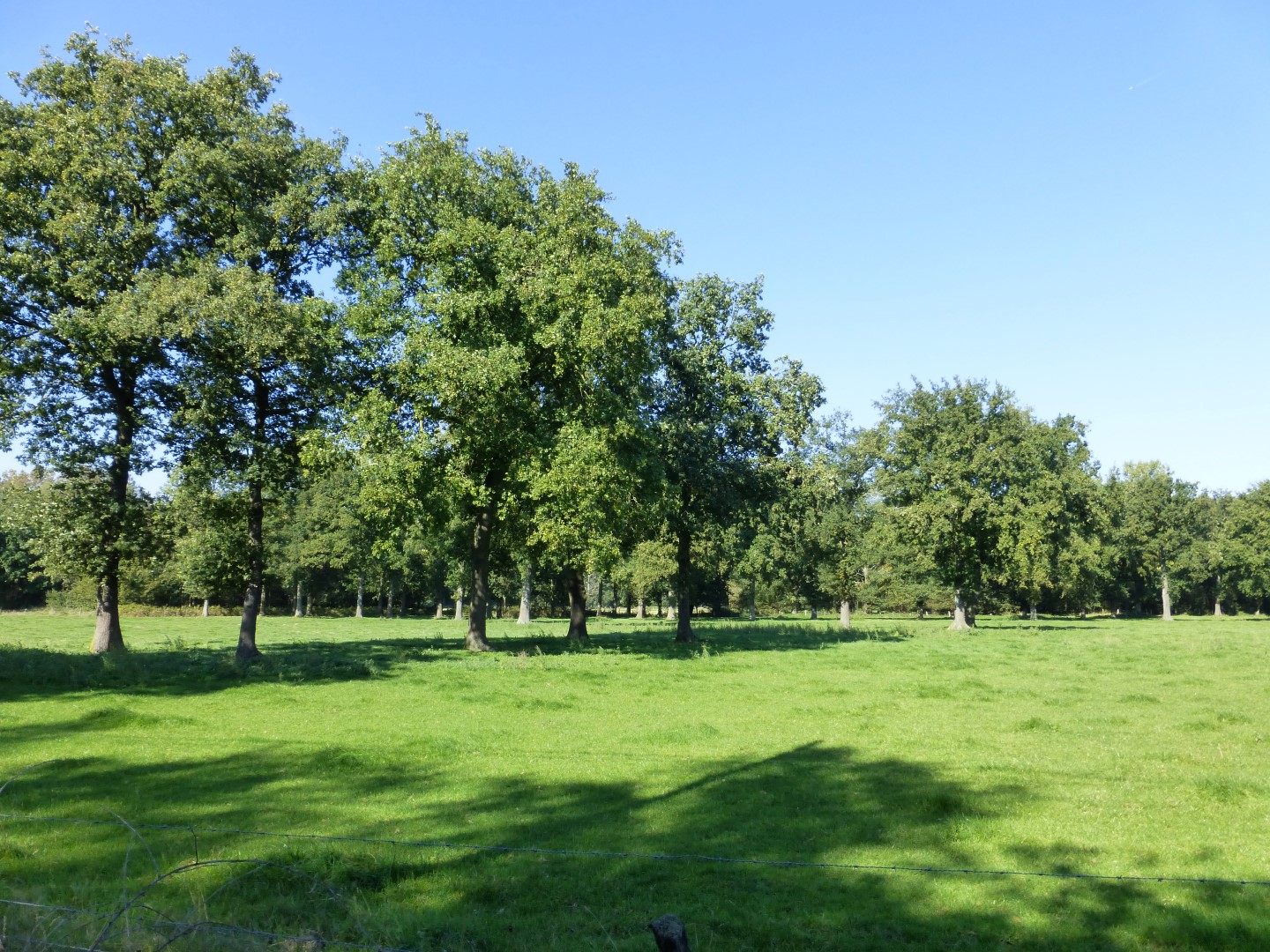
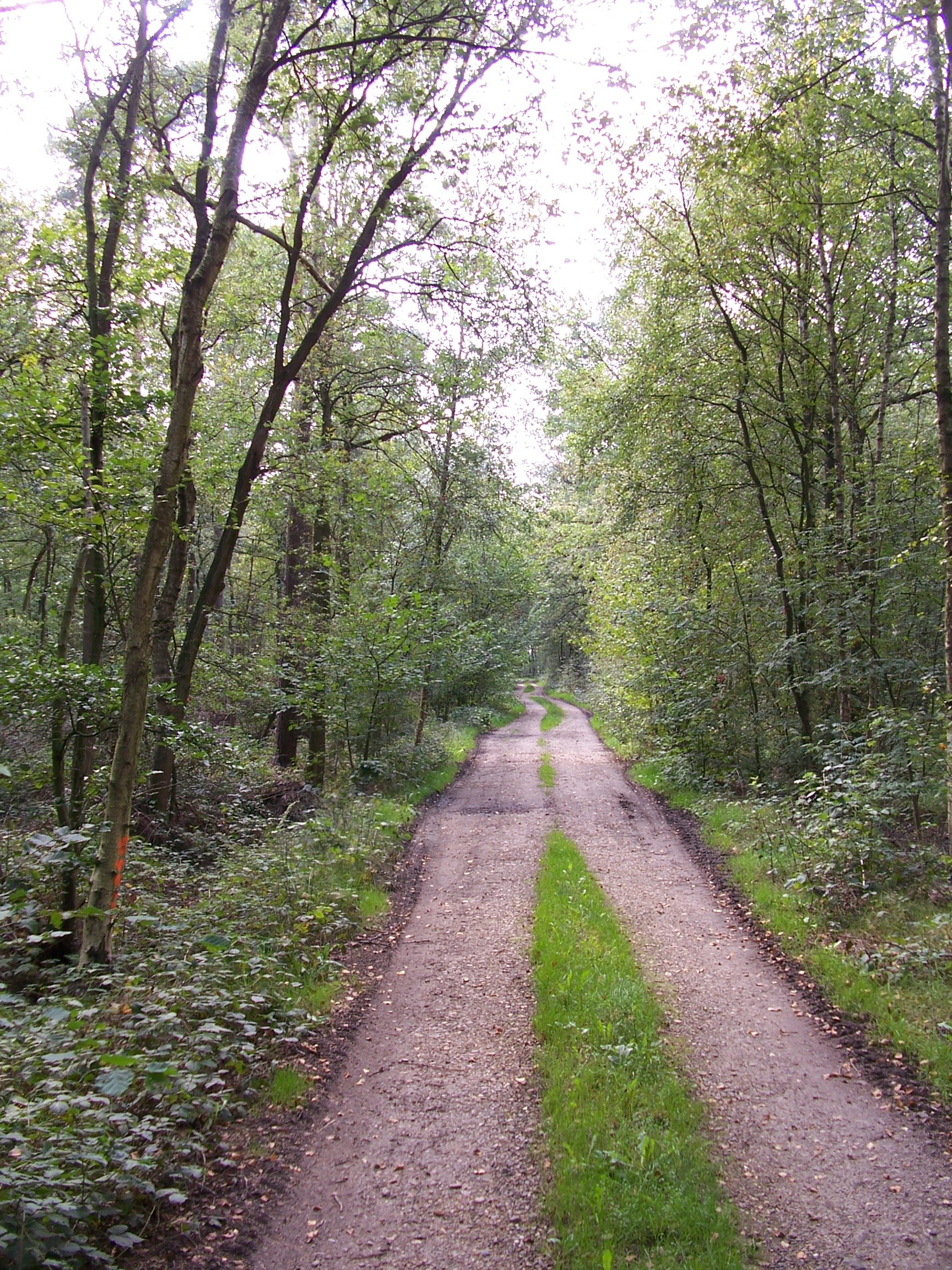